# Куши, Эвис
Эвис Куши (алб. Evis Kushi; род. 7 октября 1975, Эльбасан, Народная Республика Албания[…]) — албанский политический и государственный деятель. Член Социалистической партии Албании. Действующий министр  образования, спорта и молодёжи Албании с 14 сентября 2020 года. Депутат Парламента Албании (парламента) с 2013 года.

## Биография
Родилась 7 октября 1975 года в Эльбасане.
В 1997 году окончила факультет экономических наук Тиранского университета по специальности «Управление бизнесом (маркетинг)». В 2008 году она получила докторскую степень по экономике и туризму в Стаффордширском университете.
В 2010 году получила звание доцента в Университета Александра Моисси в Дурресе. В 2016 году получила звание профессора в Сельскохозяйственном университете Тираны.
В 1998—2012 годах преподавала в Эльбасанском университете в основном по предметам «Основы маркетинга» и «Эконометрика». В 2010—2012 годах — заведующая кафедрой «Экономика и право» экономического факультета Эльбасанского университета. В 2012—2013 годах — декан экономического факультета Эльбасанского университета. С 2013 года совместительству преподавала в Эльбасанском университете и в Средиземноморском университете (Universiteti Mesdhetar, UMSH) в Тиране.
Член Социалистической партии с марта 2013 года. Член Президиума Социалистической партии с апреля 2016 года. Являлась заместителем лидера парламентской группы.
По результатам парламентских выборов 2013 года избрана депутатом парламента Албании от области Эльбасан. Входила в состав Комитета по экономике и финансам и Комитета по международным отношениям.
14 сентября 2020 года получила портфель министра образования, спорта и молодёжи Албании во втором кабинете премьер-министра Эди Рамы. Сохранила пост в третьем кабинете Рамы.
Свободно говорит на английском, французском и итальянском языках.

## Личная жизнь
Замужем, имеет 2 дочерей.